# Тип 69

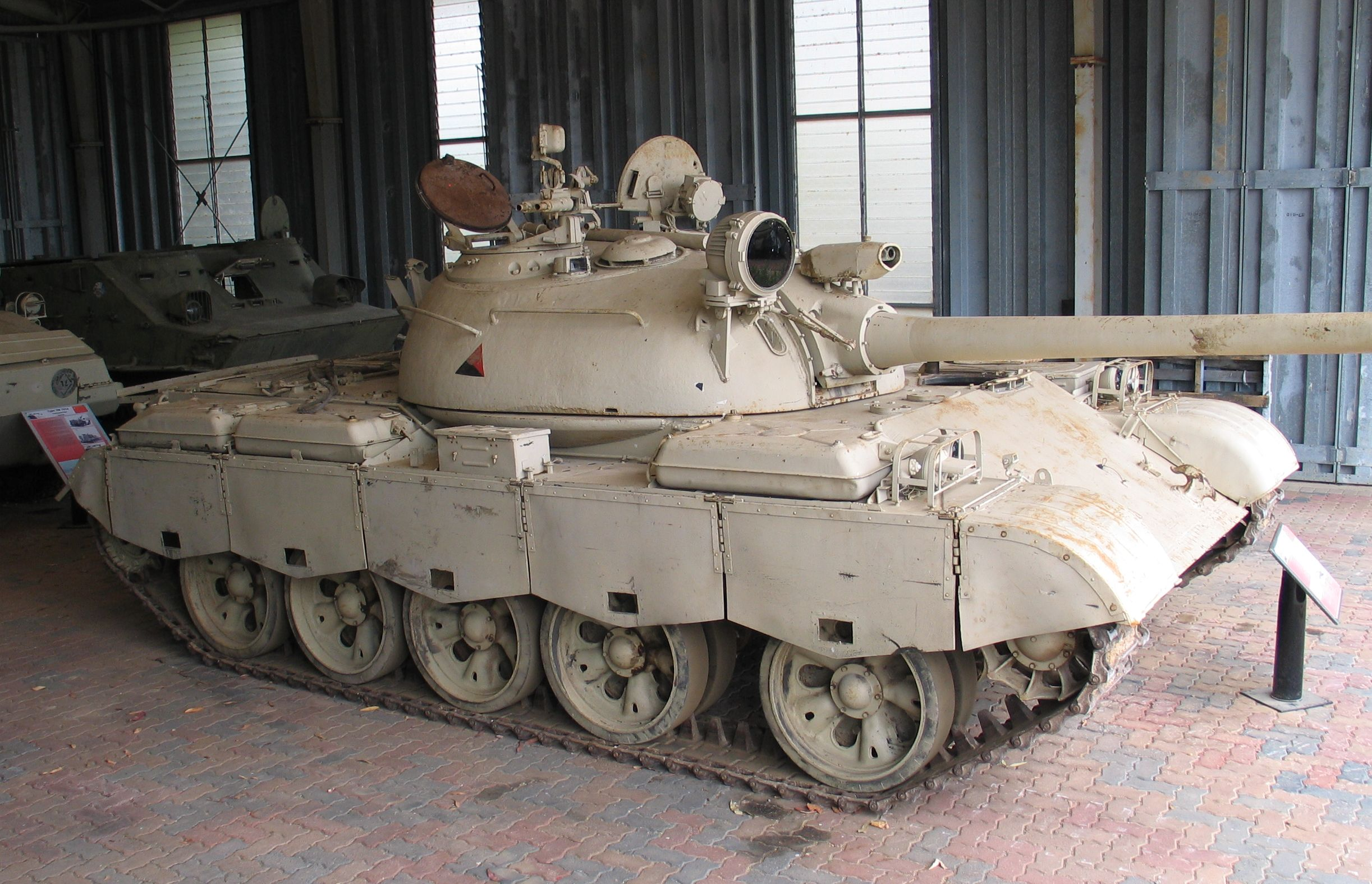
69-II

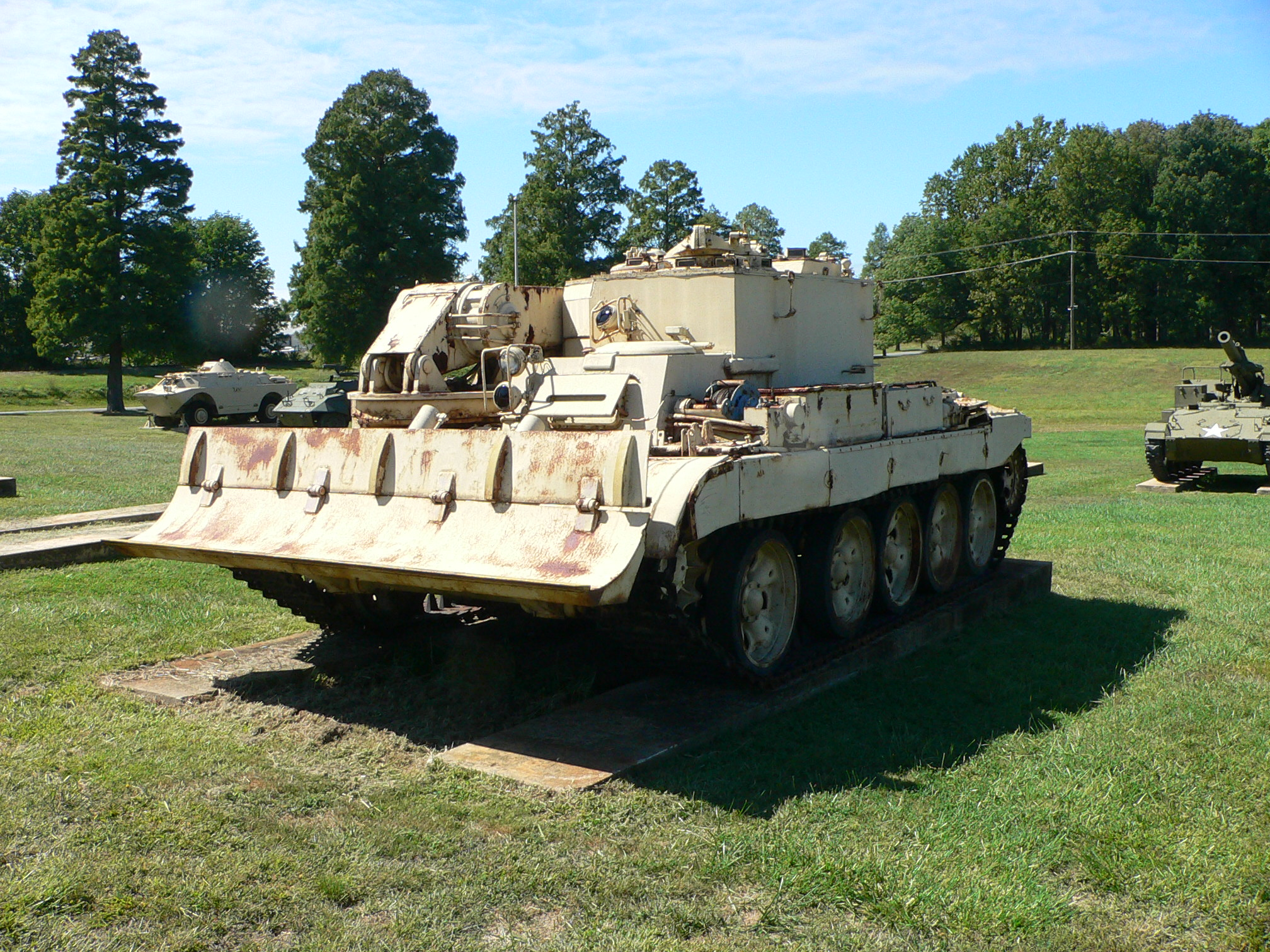
Броньована інженерна машина Тип 653, замість башти надбудова, також навісне бульдозерне лезо/ківш та кран.

Type 69 (заводське позначення — WZ-121) — китайський середній танк другого покоління, що замінив танк Type 59. Розроблений на базі радянського танку Т-55. Перший танк, який Китай почав самостійно виробляти після розриву партнерських відносин з СРСР.

## Історія
Type 69 перша власна спроба Китаю створити свій основний бойовий танк. Як правило він розглядається як оновлена версія танків Type 59/T-54, з невеликою кількістю покращень. Пропозиція була подана у 1963, а проект було завершено у 1964. Перший прототип танку Type 69 було збудовано у 1964. У 1974 танк отримав сертифікат відповідності, а потім почалося серійне виробництво і кілька тисяч танків експортувалися на Близький Схід.
Але 100 мм гладкоствольна гармата танку Type 69 виявилася не вдалою. Через це було повністю змінено систему озброєння танку. Покразений варіант танку Type 69-II з 100 мм з нарізною гарматою представлено у 1980-х. Цей танк став найбільш масовим танком сімейства Type 69, більше чотирьох тисяч танків було вироблено для НВАК та іноземних замовників.
Пізніше було представлено покращений варіант Type 69-III (також відомий як Type 79), з британською системою контролю вогню Marconi і нарізною гарматою Type 83 калібру 105 мм зі змінним термокожухом. Він став останнім представником китайських основних бойових танків першого покоління. 1 000 танків було поставлено до НВАК.

## Дизайн
Танк Type 69 подібний до Type 59 у зовнішньому вигляді та за характеристиками. Лита башта з місцями для чотирьох членів екіпажу. П'ять великих котків з обох боків. Це був відносно недорогий та простий в експлуатації танк, але застарілої конструкції за сучасними стандартами. Усередині дуже тісно через, що екіпажу важко працювати.

## Озброєння
Перші версії танку Type 69 оснащено гладкоствольною Type 69 100 мм гарматою. Боєкомплект сладав 44 снаряди, максимальна дальність стрільби 1,000 м. До боєкомплекту входили фугасні, осколково-фугасні і бронебійні. Гармата виявилася не ефективною і була замінена 105 мм нарізною гарматою на останніх версіях танку.
Type 69-II було оснащено Type 69-II 105 мм нарізною гарматою, зі спрощеним обладнання нічного бачення/контролю вогню.
Type 69-III/79 оснащено модифікованою Type 83-I 105 мм нарізною гарматою. Гармата створена на базі L7/Type-81 і може вести вогонь снарядами БОПС, кумулятивними та осколково-фугасними.
Додаткове озброєння складається зі спареного 7,62 мм кулемету та 12,7 мм зенітного кулемету змонтованого на даху башти.
Система керування вогню Type 69-II включає лазерний далекомір TLRLA, балістичний комп'ютер BCLA, приціл стрільця TGSA та стабілізатор у двох площинах.

## Захист
Котки та траки захищені гумово-тканевими екранами. Броня корпусу та башти доказала свою слабкість під час війни у Перській Затоці у 1991 році, 120 мм танкові гармати Союзників легко пробивали його лобову броню. Димові гранатомети не встановлювалися. Димова завіса створювалася впорскуванням дизпалива у вихлоп двигуна.

## Рушій
Бойова вага Type 69 складала 36,5 тон (Type 79 — 37,5 тон). Перші варіанти мали дизель з турбонаддувам потужністю 580 к. с. з рідинним охолодженням, танки Type 79 оснащувалися дизелем 12150L-7BW потужністю 730 к.с. з рідинним охолодженням.

## Варіанти
- Type 69 (WZ-121) — перша версія, на базі Type 59 = 100-мм гладкоствольна гармата Type 69. Всього було виготовлено близько 150 Туре 69, вони використовувалися виключно для навчання.
- Type 69-I — модифікація з радянською інфрачервоною системою «Луна» та покращене бронювання = 1100-мм гладкоствольна гармата Type 69.
- Type 69-II(A) — нова 100-мм гармата, лазерний далекомір, двоплощиний стабілізатор озброєння = 100-мм гладкоствольна гармата Type 69-II.
- Type 69-IIB — експортна командирська версія такну Type 69-II(A) = 100-мм гладкоствольна гармата Type 69-II.
- Type 69-IIC — командирська версія Type 69-II(A) = 100-мм гладкоствольна гармата Type 69-II.
- Type 69-IIG — експортна модифікація = 100\120-мм гладкоствольна гармата Type 69-II(Ірак)\Rheinmetall Rh-120-L44(Бангладеш).
- Type 69-III (Type 79) (WZ-121D) — покращена версія Type 69-II = 105-мм нарізна гармата Type 83-I (Royal Ordnance L7).

## Машини на базі
- Type 80 — дослідний зразок, аналог радянської ЗСУ-57-2 = 2х57-мм автоматична гармата Type 59 (С-68).
- W-88 — дослідна ЗСУ = 2х37-мм автоматична гармата Type 74 (37-мм автоматична зенітна гармат зразку 1939 року (В-47\61-К).
- Type 88 — ЗСУ = 2х37-мм автоматична гармата Type 74 (37-мм автоматична зенітна гармата зразку 1939 року (В-47\61-К).
- Type 653 (WZ-653A) — ремонтно-евакуювальна машина (БРЕМ).
- Type 84 (WZ-621) — мостоукладальник.
- Jaguar — дослідний експортний танк, створено спільно з американськими спеціалістами = 105-мм нарізна гармата L7\M68.

## Ірак
Більша кількість танків Тип 69 було експортовано до Іраку на початку 80-х років, через Саудівську Аравію, щоб відновити втрати, які країна понесла внаслідок ірано-іракського конфлікту.

## Оператори

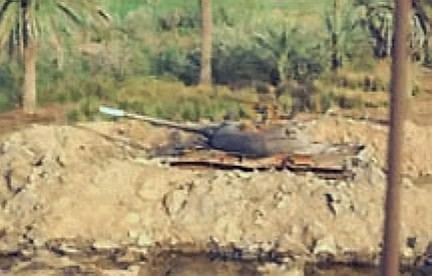
Покинутий Тип 69-QM у районі лікарні м. Насирія (Ірак) після стрільби по морських піхотинцях

- Албанія — 150+
- Бангладеш — 300
- Іран — 200
- КНР — 200
- М'янма — 60
- Пакистан — 2500
- Таїланд — 98
- Шрі-Ланка — 20
- Зімбабве — 10
- Ірак — 1000